# رزنیک ۳۳۵۶
سیارک ۳۳۵۶ (به انگلیسی: 3356 Resnik، نامگذاری:1984EU) سه هزار و سیصد و پنجاه و ششمین سیارک کشف شده‌است که در ۶ مارس ۱۹۸۴ کشف شد.
قدر مطلق سیارک برابر ۱۳٫۲۰ است.